# Streblidae
Famille
Les Streblidae sont une famille d'insectes diptères brachycères de la super famille Hippoboscoidea, dont ils partagent leur caractère pupipare. Au stade adulte, ils sont ectoparasites de chauves-souris.
Cette famille comporte environ 150 espèces réparties en 5 sous familles et une trentaine de genres.

## Liste des tribus
Selon ITIS (1 mars 2013) :
- tribu Nycterophiliini
- tribu Trichobiini

On peut citer 
- Sous famille Nycteriboscinae
  - Brachytarsina Macquart, 1851
  - Megastrebla Maa, 1971
  - Raymondia Frauenfeld, 1855
  - Raymondiodes Jobling, 1954

- Sous famille Ascodipterinae
  - Ascodipteron Adensamer, 1896
  - Maabella Hastriter & Bush, 2006
  - Paraascodipteron Advani & Vazirani, 1981

- Sous famille Nycterophiliinae Wenzel, 1966
  - Nycterophilia Ferris, 1916
  - Phalconomus Wenzel, 1984

- Sous famille Streblinae Speiser, 1900
  - Anastrebla Wenzel, 1966
  - Metelasmus Coquillett, 1907
  - Paraeuctenodes Pessôa & Guimarães, 1937
  - Strebla Wiedemann, 1824

- Sous famille Trichobiinae Jobling, 1936
  - Anatrichobius Wenzel, 1966
  - Aspidoptera Coquillett, 1899
  - Eldunnia Curran, 1934
  - Exastinion Wenzel, 1966
  - Joblingia Dybas & Wenzel, 1947
  - Paratrichobius Costa Lima, 1921
  - Trichobius Gervais, 1844
  - Xenotrichobius Wenzel, 1976